# Heure-le-Romain
Pour les articles homonymes, voir Heure.
Heure-le-Romain (en wallon Eure-li-Romin, en néerlandais Romaans-Heur) est une section de la commune belge d'Oupeye située en Région wallonne dans la province de Liège. C'était une commune à part entière avant la fusion des communes de 1977. Ses habitants sont appelés "Romanhoriens". Le code postal est le 4682.

## Étymologie
Cette commune habitait plusieurs villas romaines et présente des dénominations anciennes comme Hore et Oire au XIIe siècle, et Oere en 1255. Or ou Ore est un nom masculin signifiant Bord, Lisière, et plus largement frontière. Oro Romana signifie frontière romaine marquant donc la frontière avec les territoires germains non conquis.
À proximité, mais de l'autre côté de la frontière linguistique, se trouve l'ancienne commune de Heure-le-Tixhe c'est-à-dire « le thiois » donc « le germanique ».

## Géographie

### Quartiers et hameaux

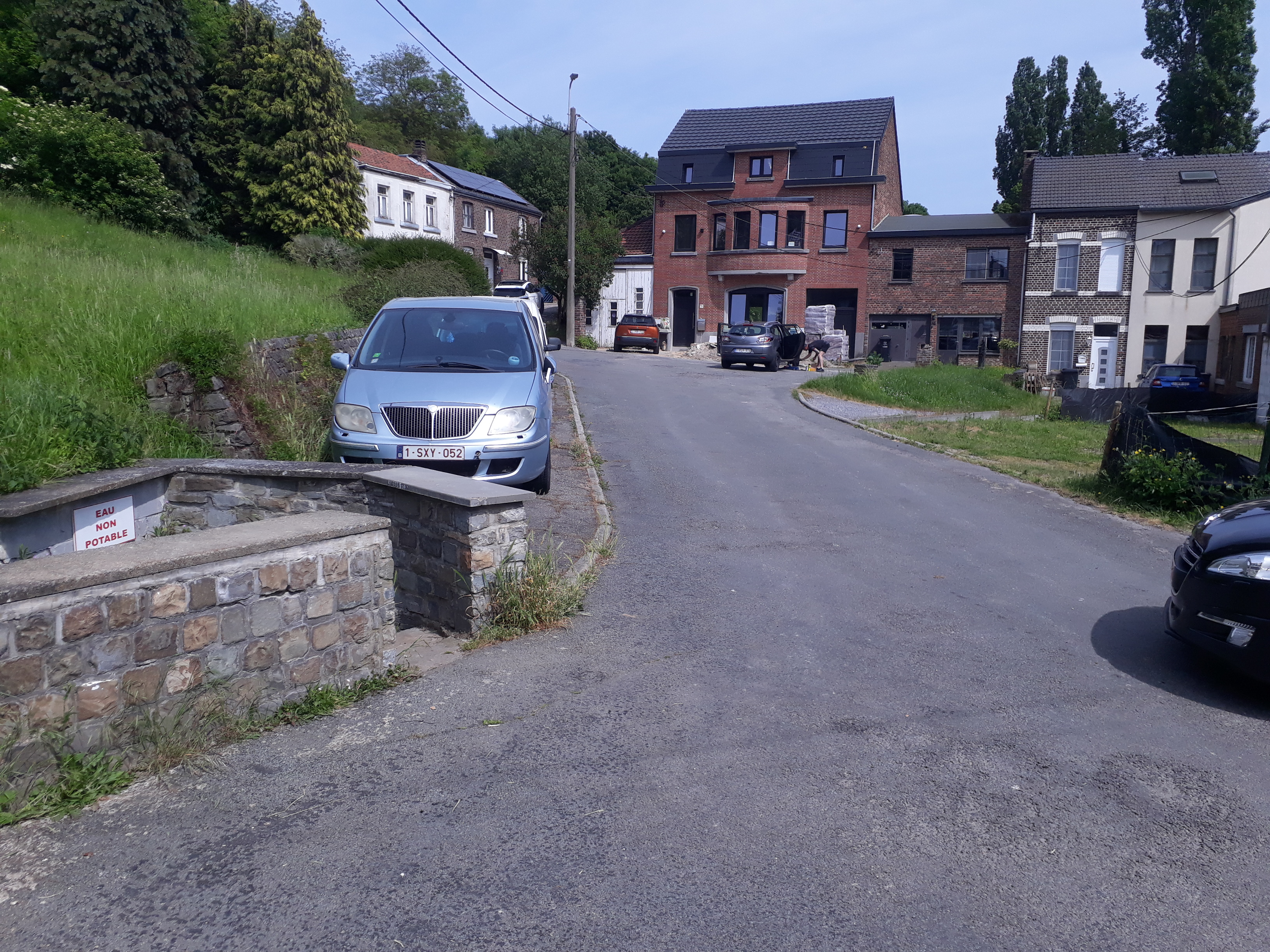
Fonteneu.

- Vieux Quartier.
- Amry.
- Fonteneu.
- Le Broux.
- Fragnay.
- Beaurhieux.

## Démographie
- Sources : INS, Rem. : 1831 jusqu'en 1970 = recensements, 1976 = nombre d'habitants au 31 décembre.

## Histoire
Le 18 août 1914, le 73e RI de l'armée impériale allemande y passa par les armes 28 civils et y détruisit 83 maisons lors des atrocités allemandes commises au début de l'invasion,.

## Les bourgmestres d'Heure-le-Romain de 1830 à 1976
- ????-1868 : Deleixhe Henri.
- 1868-1887 : Delwaide Henri.
- 1888-1890 : Boulet Pierre-Joseph (Conseiller en 1872-83, Échevin en 1884-87).
- 1890-1900 : Lhoest Auguste (Conseiller en 1868 - Échevin en 1872-1886).
- 1901-1920 : Léonard François (Conseiller en 1881-86 et en 1891-1900).
- 1921-1926 : Lhoest Leonard (Conseiller en 1891-86 et en 1891-1900 ).
- 1927-1938 : Denis Jules (Conseiller en 1921-26).
- 1939-1946 : Navette Joseph (Conseiller en 27-36 et en 47-70, Échevin en 21-26).
- 1947-1964 : Brouwir Jules.
- 1965-1976 : Vassart Nicolas (Conseiller 1959-1964).

## Patrimoine et culture

### Culture

#### Folklore
Deux manifestations folkloriques se déroulent à Heure-le-Romain : le carnaval et le cramignon, farandole costumée.